# Tomasz Rynarzewski
Tomasz Stefan Rynarzewski (ur. 25 lipca 1950 w Poznaniu) – polski ekonomista, dr hab. nauk ekonomicznych, profesor Instytutu Gospodarki Międzynarodowej Uniwersytetu Ekonomicznego w Poznaniu.

## Życiorys
Obronił pracę doktorską, w 1992 habilitował się na podstawie pracy zatytułowanej Międzynarodowa stabilizacja cen surowców a dochody eksportowe krajów rozwijających się. 14 listopada 2006 nadano mu tytuł profesora w zakresie nauk ekonomicznych. Został zatrudniony na stanowisku profesora nadzwyczajnego i kierownika w Katedrze Międzynarodowych Stosunków Gospodarczych na Wydziale Gospodarki Międzynarodowej Akademii Ekonomicznej w Poznaniu.
Objął funkcję profesora zwyczajnego w Katedrze Międzynarodowych Stosunków Gospodarczych oraz dziekana na Wydziale Gospodarki Międzynarodowej Uniwersytetu Ekonomicznego w Poznaniu.
Jest profesorem Instytutu Gospodarki Międzynarodowej Uniwersytetu Ekonomicznego w Poznaniu.